# 富海村
富海村（とのみそん）は、かつて山口県佐波郡に存在した村である。
1954年4月1日に防府市に編入合併して消滅した。「富海」の名は現在も防府市の地域名として名前が残り、山陽本線富海駅、山陽自動車道富海PAなどがある（富海駅は合併前の1898年、富海PAは防府市合併後の2004年に設置）。

## 地理
現在の防府市の東端に位置し、瀬戸内海に面した地域である。

## 歴史
- 1889年（明治22年）4月1日 - 町村制の施行により、近世以来の富海村が単独で自治体を形成。
- 1954年（昭和29年）4月1日 - 防府市に編入。同日富海村廃止。

## 字
- 椿峠